# Gilles Raoux
Pour les articles homonymes, voir Raoux.
Gilles Raoux est un torero français né en 1971.

## Biographie

### Carrière de torero
Né le 4 mai 1971 à Alès, Gilles Raoux découvre la corrida en 1984 à Nîmes avec ses parents, et est marqué par Nimeño II. Il choisit alors d'intégrer le Centre français de tauromachie de la ville, s'entraînant dans les arènes de Caissargues. 
En 1985 et 1986, il joue dans le spectacle comico-taurin Los Cacharelitos, 
qui lui donne l'occasion de toréer en capéa à de multiples reprises. Le 9 novembre 1986, à Pouillon, alors âgé de quinze ans, il tue pour la première fois un becerro issu de Pussacq.
Il s'adonne par la suite à la novillada sans chevaux, en France comme en Espagne. En 1989, il remporte le concours du CFT, puis l'année suivante le trophée de Dax, et investit dans son habit de lumières avec le prix obtenu. 
Monosabio chez Heyral, il obtient en parallèle une licence en espagnol. 
Parti du CFT en 1991, il effectue dès lors des novilladas piquées. Il est alors secondé par Andaluz et Marc-Antoine Goïtia. Sa première avec picadors est à Arles le 27 octobre 1991.
Son année 1992 est jugée difficile par Patrick Colléoni (d), avec des novilladas particulièrement longues, car il affronte des taureaux issus d'élevages généralement évités par les toreros vedettes.
Il persévère néanmoins jusqu'à l'alternative, qu'il reçoit dans sa commune natale, au sein des arènes du Tempéras, le 27 mai 1995. Elle restera la seule en ce lieu jusqu'en 2018. Quant à Raoux, il est le 28e torero français reconnu. Le président, jugé « sévère » par Colléoni, lui refuse l'oreille du toro d'alternative. La même année, il honore trois contrats, à Céret, Nîmes où il remplace Denis Loré en urgence, et Nîmes une seconde fois en novembre.
En 1996, il effectue un paseo à Saint-Martin-de-Crau, et deux en 1997, à Alès dans les deux cas.
Son ultime corrida se déroule le 2 mai 1998 à Palavas-les-Flots. C'est dans la foulée qu'il choisit de renoncer à la piste. 
En 1999 toutefois, il entraîne Julien Miletto qui a décide de travailler seul, qu'il maintient aux quinze courses prévues, et pour qui il programme de nombreuses novilladas. 
Il enseigne également à son tour au CFT jusqu'en 2009. Jusqu'en 2011, il continue toutefois d'encadrer Mateo Julián.
Enfin, il est l'apoderado d'Andy Younès jusqu'à son passage dans la catégorie des picadors.
En 2019, il reçoit l'hommage du club taurin de Vic-Fezensac.
En 2024, il est juré pour les Brindis d'or à Nîmes. C'est lui qui remet le prix du meilleur torero lors d'une cérémonie organisée au théâtre du Gymnase à Paris.

### À la mairie de Nîmes
En juin 1998, il est embauché par la mairie de Nîmes pour s'occuper des corrals, avant de passer à la comptabilité des arènes. 
Il est ensuite affecté comme adjoint administratif au musée des Cultures taurines et au musée du Vieux-Nîmes.
C'est à ce titre qu'il rédige le scénario du documentaire Traje de luces de Raymond Achilli, diffusé en 2012. Il organise aussi régulièrement à partir de 2016, au sein du musée taurin, des ateliers de présentation de la corrida.
Il participe à l'installation dans le même lieu du costume porté par José Tomás lors de sa célèbre corrida de 2012. En 2021, il prend part à l'organisation d'une exposition sur Nimeño II.